# Jacob Wiener
Jacob Wiener, auch Jacques Wiener oder Jakov Viner (* 27. Februar 1815 in Hoerstgen; † 3. November 1899 in Brüssel), war ein ab 1839 in Brüssel tätiger Graveur von Münzen, Medaillen und Briefmarken.

## Leben

### Vorfahren, Familienname und Elternhaus
Jacobs Eltern waren der ebenfalls in Hoerstgen geborene jüdische Handelsmann Marcus Wiener (1794 – 1862) alias Marcus Mayer und dessen Ehefrau Hanna Baruch (1791 – 1887). Die Spuren jüdischen Lebens in der reformierten reichsunmittelbaren Herrschaft Hoerstgen lassen sich zwar bis 1741 zurückverfolgen, doch ist nicht bekannt, wann genau sich die Vorfahren Jacobs dort als Schutzjuden ansiedelten. Der Urgroßvater soll Rabbiner in Ostpreußen gewesen sein.

Porträt Jacob Wieners auf einer belgischen Sonderbriefmarke von 1987

Der Familienname „Wiener“ wurde erst 1808 in Hoerstgen angenommen. Nach jüdischer Tradition erhielten Kinder den Vornamen des Vaters als Nachnamen. Durch das kaiserliche Dekret vom 20. Juli 1808 wurde jedoch den Juden in den linksrheinischen Gebieten die Annahme fester Familiennamen aufgegeben. Am 8. Dezember 1808 nahm Jacobs Großvater Mayer Levy (1746 – 1832), der von Beruf Metzger war und 1790/91 in einer Liste der jüdischen Tributpflichtigen der Herrschaft Hoerstgen aufgeführt wird, vor dem Hoerstgener Bürgermeister für sich, seine Frau und seine drei lebenden Kinder Marcus, Abram und Reis Mayer verbindlich den erblichen Nachnamen „Wiener“ an. Mayer Levy, der nicht schreiben konnte, hieß fortan Mathias Wiener. Seine Frau, die bisher Reis Israel hieß, trug nunmehr den Namen Rosine Wiener, während die Kinder die Namen Marcus, Abraham und Therese Wiener erhielten. Der gewählte Name „Wiener“ könnte auf eine Herkunft der Familie aus Wien hindeuten.
1813 heiratete der noch minderjährige Kaufmann Marcus Wiener in Aachen die drei Jahre ältere Hanna Baruch, Tochter des dortigen Graveurs und Siegelstechers Kivit Baruch und der Näherin Lotte Levy. Die Familie der Braut war aus Faulquemont nach Aachen zugezogen. Hanna Baruch selber, geboren im Juli 1791 in Faulquemont, war die älteste Tochter und das zweitälteste Kind von insgesamt sechs Kindern der Familie. Hannas Bruder Loeb war wie sein Vater von Beruf Graveur. Hanna Baruch hatte sich in Aachen als Stickerin betätigt. Nach der Eheschließung nahmen die Eheleute Wiener ihren ersten gemeinsamen Wohnsitz in der Gemeinde Hoerstgen.
Jacob Wiener war 1815 das erste von insgesamt zehn Kindern, von drei Mädchen und sieben Jungen. Die standesamtliche Geburtsurkunde seines Sohnes unterschrieb Marcus Wiener in – wenn auch etwas ungeübter – lateinischer Schrift.

### Von Hoerstgen nach Venlo
Schon 1817, kurz nach der Geburt des zweiten Sohnes Baruch (1816 – ?), verzog die Familie von Marcus und Hanna Wiener von Hoerstgen, wo in einem Haus „in der Haupt-Straße“ (heutige Dorfstraße) zur Miete gelebt hatte, nach Venlo in die dortige Steenstraat. Die jüdische Siedlung in Hoerstgen hatte zu dieser Zeit ihren statistischen Höhepunkt bereits überschritten; der Anteil der Juden an der Einwohnerschaft war innerhalb nur weniger Jahre vor allem durch Abwanderung von 22 % bis auf 9 % abgesunken. Die von der Hoffnung auf bessere Lebensbedingungen getragene Abwanderung in niederländische Städte kommt unter der jüdischen Bevölkerung Ende des 18. und im frühen 19. Jahrhundert durchaus häufiger vor.

### Von Venlo nach Aachen
Bereits im Alter von 13 Jahren verließ Jacob Wiener sein Elternhaus in Venlo, um in Aachen  bei Loeb Baruch, dem ältesten Bruder seiner Mutter, eine Lehre als Graveur anzutreten. In der mütterlichen Familie, die aus Ungarn stammen soll und im Zuge religiöser Verfolgungen in der Heimat schließlich über Bonn und Faulquemont nach Aachen gelangt war, waren somit durch die Person des Großvaters Kivit und des Onkels Loeb, die sich später allerdings als Kurzwarenhändler betätigte, die maßgeblichen Anlagen für seinen weiteren beruflichen Werdegang gelegt worden.

### Von Aachen über Paris nach Brüssel
Nach einem sich 1835 anschließenden vierjährigen Aufenthalt in Paris, wo er seine Kenntnisse als Graveur vertiefte, zog es ihn 1839 dauerhaft nach Brüssel. Dort wurde Jacques Wiener 1845 die belgische Staatsangehörigkeit verliehen. Ebenfalls 1845 heiratete er in Brüssel Annette Levy Newton (? – 1891). Aus dieser Ehe sind mindestens vier in Brüssel geborene Kinder hervorgegangen: Helene (1846 – ?), Alexander (1848 – ?), Edouard Samson (1850–1930), der sich mit Anne Jesse Spielmann verheiratete, und schließlich Samson (1852–1914).
Aufgrund der Überanstrengung der Augen beim ständigen Arbeiten mit der Lupe wird Jacques Wieners Sehkraft ab 1868 immer schlechter; 1872 ist er bereits nahezu erblindet. Eine Operation hilft nur vorübergehend, so dass 1877 das Augenleiden seinem Schaffen als Graveur ein vorzeitiges Ende setzt. Jacques Wiener, der 1854 mit dem Ritterkreuz des portugiesischen Christusordens, 1860 mit dem preußischen Roten Adlerorden und 1866 mit dem Ritterkreuz des belgischen Leopoldsordens dekoriert worden war, verstarb am 3. November 1899 nahezu 85-jährig in Brüssel.

### Die Brüder Leopold und Charles Wiener
Jacques hatte neben seinem noch in Hoerstgen geborenen ältesten Bruder Baruch (1816 – ?) noch weitere acht Geschwister: Leopold (1823–1891) und Karel oder Charles (1832–1888), Salomon, Henriette, Alexander Maurits, Rosette, Sophie und Meyer. Leopold, der mit Sara Levy Newton verheiratet war, und Charles waren ebenfalls sehr erfolgreich als Graveure tätig.
Leopold lernte zunächst bei seinem Bruder Jacques, dann ab 1840 an der Akademie in Brüssel und bei David d’Angers in Frankreich, ehe er 1845 eine Aufgabe bei der Pariser Münzprägeanstalt bei J.J. Barre annahm. Zurück in Brüssel, wurde er 1847 Chefgraveur der belgischen Münze, für die er etwa 150 Münzen und Medaillen schnitt. Leopold wurde mit dem belgischen Leopoldsorden ausgezeichnet.
Charles wiederum ging nach dem Abschluss seiner Lehre zunächst (1852/56) an die Pariser Akademie, sodann nach Den Haag (1856/60), London (1860/64) und schließlich nach Lissabon, wo er zum Chefgraveur der portugiesischen Münze aufstieg.

## Leistung
Das Lebenswerk Jacques Wieners, das bereits 1883 in einer belgischen Fachzeitschrift systematisch dokumentiert wurde, umfasst Münzen, Medaillen und Briefmarken. 1840, ein Jahr nach seiner Niederlassung in Brüssel, trat Jacques Wiener anlässlich der Rückkehr der Stadt Venlo unter die niederländische Herrschaft mit seiner ersten eigenen Münze hervor. Sie hat einen Durchmesser von 27 mm. Im Feld der Vorderseite halten zwei Ritter jeweils ein Banner und tragen den Wappenschild der Stadt Venlo. Auf der Rückseite: „DEN XXII JUNY MDCCCXXXIX WERD DE STAD VENLO ONDER HET WETTIG GEZAG AAN Z. M. DEN KONING DER NEDERLANDEN TERUGGEBRACHT. DEN XVIII AFD. INF. NAM DEZE STAD IN BEZIT“.

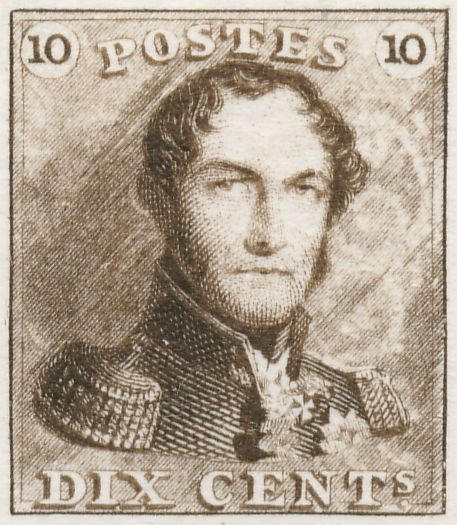
König Leopold I. auf der ersten belgischen Briefmarke (1848)

Am 17. November 1848 erschien unter maßgeblicher Beteiligung von Jaques Wiener, der mit seinem Bruder Leopold zusammenarbeitete, die erste belgische Briefmarke. Die 10-Centimes-Marke, braun auf weißem Papier und 22 × 18,5 mm groß, zeigt König Leopold I. in Uniform. Noch im gleichen Jahr erschienen eine 20- und eine 30-Centimes-Briefmarke. Bis 1864 leitete Jacques Wiener, der sich in England über das dortige Fabrikationssystem für Briefmarken informiert hatte, die Produktion. Ferner hatte er großen Anteil an der Herausgabe der ersten niederländischen Briefmarke, die am 1. Januar 1851 erschien und König Wilhelm I. darstellt.
Jacques Wiener gilt als Meister der perspektivischen Darstellung. Seine Medaillen mit Architekturdarstellungen zeigen u. a. Innen- und Außenansichten von Sakralbauten, etwa der Kathedrale St. Paul in London (1849), des Kölner Doms (1849, 1851, 1855, 1861), der Kathedrale in York (1854), von Notre Dame in Paris (1855), der Metropolitankirche St. Isaak in Petersburg (1858) und der Hagia Sofia in Konstantinopel (1864) sowie der Synagogen in Köln (1861) und Maastricht (1851). Zu den auf Medaillen dargestellten Profanbauten gehören Rathäuser, aber Gefängnisse. Als Wieners Meisterwerk gilt die Medaille von St. Martin in Lüttich (1847), die aus Anlass der 600-Jahr-Feier des Fronleichnamsfestes erschien und einen Durchmesser von 75 mm hat.
Im Jahre 1987 – aus Anlass des „Tages der Briefmarke“ – würdigte die belgische Post das Lebenswerk des gebürtigen Hoerstgeners und Schöpfers der ersten belgischen Briefmarke mit der Herausgabe einer 13-Francs-Sondermarke. Zwei Jahre später wurden in Kamp-Lintfort rund 200 von Wiener gestochene Münzen und Medaillen sowie die ersten Briefmarken Belgiens und der Niederlande ausgestellt. In der 2005 in Kreisen des Briefmarkensammlervereins Kamp-Lintfort von 1964 e.V. entstandenen örtlichen Postgeschichte ist Jacob Wiener ein besonderes Kapitel gewidmet.